# Östra Blanktjärnen
Östra Blanktjärnen är en sjö i Åre kommun i Jämtland och ingår i Indalsälvens huvudavrinningsområde. Sjön har en area på 0,057 kvadratkilometer och ligger 612,9 meter över havet. Östra Blanktjärnen ligger i Vålådalens naturreservat och Vålådalens Natura 2000-område.

## Delavrinningsområde
Östra Blanktjärnen ingår i det delavrinningsområde (700444-135505) som SMHI kallar för Mynnar i Storbodströmmen. Medelhöjden är 619 meter över havet och ytan är 5,96 kvadratkilometer. Räknas de 9 avrinningsområdena uppströms in blir den ackumulerade arean 113,68 kvadratkilometer. Lunndörrsån som avvattnar avrinningsområdet har biflödesordning 3, vilket innebär att vattnet flödar genom totalt 3 vattendrag innan det når havet efter 330 kilometer. Avrinningsområdet består mestadels av skog (89 procent). Avrinningsområdet har 0,06 kvadratkilometer vattenytor vilket ger det en sjöprocent på 1 procent.

## Östra Blanktjärnarna
Östra Blanktjärnen ska inte blandas ihop med Östra Blanktjärnarna, som ligger strax öster om Östra Blanktjärnen och i vattenrinningssystemet sitter samman med detta. Dessa är något mindre till ytan.